# Siedlungspolitik des Zarenreiches im Kaukasus
Im Rahmen der Siedlungspolitik des Zarenreiches im Kaukasus wurden unterschiedliche Völker an-, umgesiedelt und deportiert. Das Ziel der Siedlungspolitik war die Festigung der Macht des russischen Reiches im Kaukasus im 19. und 20. Jahrhundert.
Die Siedlungspolitik wurde bereits zwischen dem 15. und 17. Jahrhundert zur Verteidigung der russischen Grenzen zum Kaukasus eingeleitet. Anfang des 19. Jahrhunderts begann die systematische Eroberung des Kaukasus durch Russland. Nach den Verträgen von Georgijewsk und Turkmantschai brachte das Zarenreich das gesamte Gebiet zwischen dem Schwarzen- und Kaspischen Meer bis zum Fluss Aras unter eigene Kontrolle. Jedoch dauerten die Kämpfe mit der lokalen Bevölkerung bis zur zweiten Hälfte des 19. Jahrhunderts an. Viele muslimische Völker mussten infolge des Krieges im Kaukasus ihre Heimat verlassen. Dies erfolgte auf zwei Wegen. Erstens, im Rahmen eines Bevölkerungsaustausches mit dem Osmanischen Reich und dem Iran. So wurden einige der kaukasischen Muslime in diese beiden Länder umgesiedelt, während die christliche Bevölkerung aus dem Iran und dem Osmanischen Reich in den Kaukasus kam. Zweitens, wurden die Bergvölker weggedrängt und statt ihnen Bauern aus Russland und der Ukraine angesiedelt.

## Ziele
Die Siedlungspolitik sollte zur Beruhigung der Situation in der Region beitragen. Die als „feindlich“ eingestuften Gruppen sollten dabei komplett umgesiedelt bzw. deportiert und stattdessen die loyalen Völker angesiedelt werden. Sie sollten die russischen Truppen im Kampf gegen die noch Widerstand leistenden Völker unterstützen. Außerdem hoffte das russische Kommando langfristig, aus den Reihen der neuen Siedler die Soldaten für die Kaukasus-Armee zu rekrutieren. Die Siedlungspolitik hatte mehrere Phasen, und unterschiedlich Völker wurden zu den Objekten dieser Politik.

## Chronologischer Rahmen
Chronologisch kann die Siedlungspolitik des Zarenreiches im Kaukasus in zwei Epochen geteilt werden. Bis zum Ende des 18. Jahrhunderts war ihr Hauptziel die Grenzsicherung, vor allem durch die Errichtung der Kaukasischen Linie. Mit den Kaukasuskriegen im 19. Jahrhundert begann die systematische Eroberung des Kaukasus, wobei die Änderung der Bevölkerungsstruktur zugunsten der imperialen Macht zum Ziel der Siedlungspolitik wurde. Zunächst war das Ziel der russischen Administration die Sicherung der neueroberten Gebiete, demgemäß wurde auch die An- und Umsiedlungspolitik gestaltet. Nach den Siegen in den Kriegen gegen Persien begann die wirtschaftliche Erschließung der Region. Dementsprechend wurde die Siedlungspolitik umgesteuert.

## Geographischer Rahmen
Die Schwerpunkte bei der Ansiedlung der Bevölkerungsgruppen waren unterschiedlich. Im Nordkaukasus wurden vor allem Kosaken, Deutsche und Bauern aus zentralen Regionen Russlands angesiedelt. Im Süden waren die wichtigsten Gruppen die orientalischen Christen, vor allem Armenier, und Sektierer.

## Angesiedelte ethnische und religiöse Gruppen

### Kosaken
Die Kosaken waren ein traditionelles "Mittel" der russischen Expansionspolitik. Bereits bei der Kolonisierung anderer eroberten Gebiete erwiesen sie sich als sehr effektiv. Deswegen wurden die Kosaken als erste Gruppe in den Kaukasus umgesiedelt. Die meisten wurden dazu gezwungen. Dabei wurde die lokale Bevölkerung aus den Gegenden mit hohem Getreideertrag vertrieben, was den Hass gegen die neuen Einwohner verstärkte und zur zusätzlichen Eskalation führte.
Der russische Sieg im Krieg gegen das Osmanische Reich führte zur territorialen Expansion Russlands nach Süden. Das bedingte seinerseits die Intensivierung der Siedlungspolitik. Am Ende des 18. Jahrhunderts wurden im Nordkaukasus drei neue Festungen gebaut und daneben die Kosaken-Siedlungen eingerichtet. Im XVIII. Jahrhundert setzte Russland bei der Kolonisierung von Kaukasus auf die russischen Kosaken und Bauer. Im XIX. Jahrhundert wurden vor allem die ukrainischen Bauer und Kosaken nach Nordkaukasus umgesiedelt.

### Altorthodoxe und „Sektierer“
Die russische Administration sah in den Altorthodoxen und „Sektierern“ die am meisten geeigneten Kategorien der Siedler. Mit ihnen sollten möglichst viele Einwanderer aus den zentralen Gebieten Russlands im Kaukasus angesiedelt werden. Die anteilsmäßig größte Gruppe der Altorthodoxen, die umgesiedelt wurde, waren die Molokanen. Aus Sicht der russischen Regierung und der Orthodoxen Kirche galt ihre Umsiedlung als Strafversetzung. Im Vergleich zu Kosaken hatten die Sektierer weniger Probleme mit der lokalen Bevölkerung und lebten mit ihr friedlich zusammen. Im Vergleich zu den Angehörigen der russisch-orthodoxen Kirche waren die Molokanen viel toleranter. Aus diesem Grund galten sie als eine der wichtigsten Gruppen, die die Interessen Russlands in der Peripherie, insbesondere im Kaukasus schützen sollten.

### Armenier
Die Politik des Russischen Reiches sah die Anwerbung von Armeniern und ihre Ansiedlung in den südlichen Regionen des Reiches vor. Die russische Regierung lockte die armenische Bevölkerung durch steuerliche und wirtschaftliche Anreize in den Kaukasus. Den ersten Versuch, den Kaukasus zu erobern, unternahm Peter der Große, der von 1723 bis 1735 das Territorium entlang des Kaspischen Meeres eroberte, worauf dort Armenier angesiedelt wurden. Die diplomatischen Vertretungen Russlands im Osmanischen Reich und Persien wurden von Peter dem Großen angewiesen, Armenier für die Ansiedlung im östlichen Kaukasus anzuwerben. Mehrere hundert armenische Familien aus Persien und dem Osmanischen Reich wanderten in den östlichen Kaukasus ein. Um das Territorium für sie zu befreien, ließ die russische Administration die lokale Bevölkerung teilweise vertreiben, vor allem sunnitische Muslime, sowie diejenigen, die an russlandfeindlichen Aktionen beteiligt waren. Darüber hinaus sollten die besten und fruchtbarsten Grundstücke an Armenier übergeben werden. Nach dem Rückzug Russlands aus dem Gebiet im Jahre 1735 blieben manche Armenier im Kaukasus. Viele wurden in den Nordkaukasus umgesiedelt, zur Sicherung der neuen Grenze Russlands.
In der Zeit Katharinas wurden die Armenier zur Stärkung der wirtschaftlichen und politischen Stellung Russlands im Süden eingesetzt. Während der Auseinandersetzungen mit dem Osmanischen Reich und Persien wurde die armenische Bevölkerung ab dem 18. Jahrhundert verstärkt für russische Interessen eingesetzt. Nach Meinung der russischen Beamten waren die Armenier als „orientalische Christen“ besser für die Ansiedlung in muslimisch bewohnten Gebieten geeignet. Sie wurden im Nordkaukasus sowie auf dem Territorium der heutigen Ukraine angesiedelt, um die Grenzen des Zarenreiches zu schützen.
Die Beziehungen zwischen den Armeniern und Russland im ausgehenden 18. Jahrhundert intensivierten sich weiter, als die ersten Armenier aus der Türkei und dem Iran in den Nordkaukasus kamen. Die Hoffnung der Armenier war dabei die Gründung eines armenischen Staates unter dem russischen Protektorat. Nach dem Frieden von Kütschük-Kajnardscha im Jahre 1774, wonach die Gebiete nördlich des Schwarzen Meeres an Russland übergeben wurden, begann die Ansiedlung der neu eroberten Gebiete durch Armenier. Die demographischen Kapazitäten des Zarenreiches waren, u. a. wegen der Leibeigenschaft, begrenzt. Man setzte wenig Hoffnung in eine russische Kolonisierung des Nordkaukasus. Deswegen musste die Zarenregierung auf die Siedler aus dem Ausland setzen. Eines der Zentren der armenischen Ansiedlung im Nordkaukasus war die Stadt Kisljar. Bei der Ansiedlung genossen die Armenier gewisse Privilegien; sie wurden zur viertgrößten Nationalität im Nordkaukasus (ohne Dagestan), obwohl im 19. Jahrhundert kaum Armenier in dieser Region lebten.
Die Kriege mit dem Osmanischen Reich und Persien führten zu massiven Migrationswellen. Die armenische Bevölkerung aus den oben genannten Ländern wurde im Südkaukasus angesiedelt. Allein nach dem Friedensvertrag von Adrianopel kamen 90.000 Armenier aus dem Osmanischen Reich nach Russland, vor allem in den Südkaukasus. Im Zeitraum von 1846 bis 1915 erhöhte sich die Zahl der armenischen Bevölkerung von etwa 200 000 auf 1,68 Millionen.

### Deutsche
Nach dem Beginn der Eroberung des Kaukasus versuchten die zaristischen Behörden, die Migration der deutschen Kolonisten aus dem Wolga-Gebiet in den Kaukasus zu befördern. Zu diesem Zweck wurden wirtschaftliche Anreize geschaffen wie Steuerentlastungen und Vergabe von Grundparzellen. Außerdem durften die Deutschen in den Kolonien ihre Religion frei ausüben und waren von der Wehrpflicht befreit. Die Kolonisten bekamen finanzielle Hilfen von der russischen Verwaltung. Eine weitere Welle der deutschen Kolonisten kam nach den Napoleonischen Kriegen aus dem heutigen Baden-Württemberg. Von der wirtschaftlichen Misere in ihrer Heimat getrieben, kamen sie über den Hafen Odessa zuerst nach Georgien und dann nach Aserbaidschan.